# Ormiscodes grisea
Ormiscodes grisea är en fjärilsart som beskrevs av Emilio Ureta 1957. Ormiscodes grisea ingår i släktet Ormiscodes och familjen påfågelsspinnare. Inga underarter finns listade i Catalogue of Life.